# گراز اریمانتوس

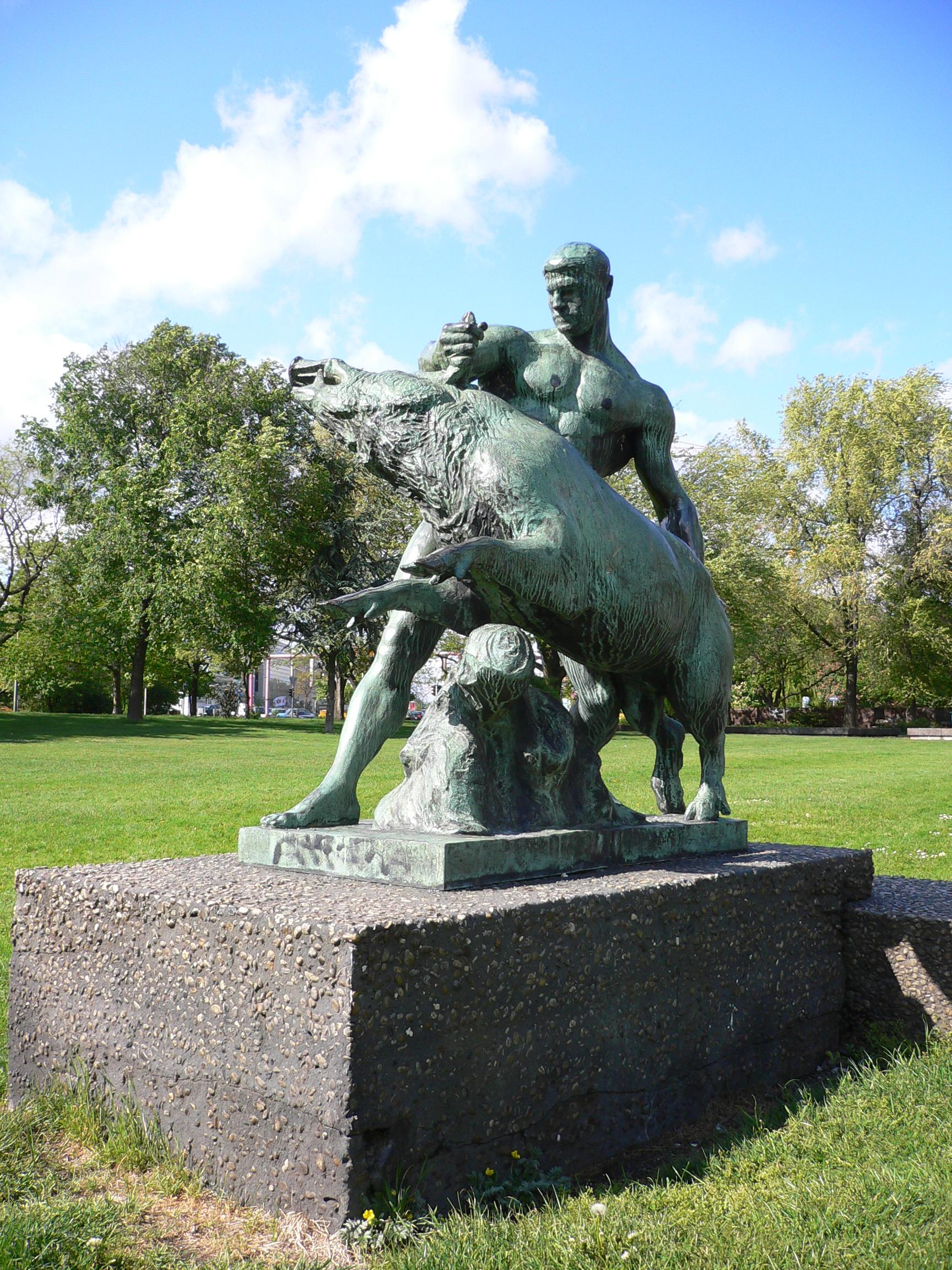
هراکلس و گراز اریمانتوس، اثر لوئی توایلون، پارک ملی برلین

گراز اِریمانتوس (به یونانی: ὁ Ἐρυμάνθιοs κάπρος و به لاتین: aper Erymanthius) گراز غول پیکری بود که بر فراز کوه اریمانتوس زندگی می کرد. هرکول این جانور را مجبور کرد که از کنامش بیرون آید و سپس او را درون لایهٔ ضخیمی از برف که سراسر دشت را پوشانده بود، کشاند.
آن گاه، وقتی جانور کاملاً خسته شد و از پا افتاد، هرکول اسیرش کرد و بدنش را همان طور زنده بر دوش خود بلند کرد و نزد اوریستئوس برد.
اوریستئوس از ترس درون خمره ای خالی پنهان شد! 